# Kazuhiro Matsuishi
Kazuhiro Matsuishi (jap. 松石 和宏, Matsuishi Kazuhiro; * um 1950) ist ein japanischer Jazzmusiker (Vibraphon).
Kazuhiro Matsuishi spielte ab den 1970er-Jahren in der japanischen Jazzszene u. a. im Quintett des Bassisten Isoo Fukui, auf dessen Album Sunrise/Sunset (1976, mit Hideo Ichikawa, Shoji Yokouchi, Tetsujiro Obara) er zu hören ist. Mit dem  Shohji Yokouchi Trio/Sextett begleitete er 1977 die Sängerin Mari Nakamoto auf ihrem Debütalbum Mari (Three Blind Mice); im selben Jahr wirkte er bei Shoji Yokouchis Album Boiling Point (Toshiba) mit. Im März 1981 entstand für das Denon-Label Matsuishis einziges Album unter eigenem Namen I Feel Pretty, das er mit Hideo Ichikawa, Shigeru Matsumoto und Yasushi Ichihara einspielte. Darauf spielte er (neben dem aus der West Side Story stammenden Titelstück) Instrumentalversionen bekannter Pop- und Jazztitel wie „And I Love Her“ von The Beatles, „If I Should Lose You“ von Ralph Rainger/Leo Robin, die Broadway-Nummer „A Lot of Livin’ to Do“, „Gravy Waltz“ (von Ray Brown/Steve Allen) und die Elvis-Presley-Nummer „Love Me Tender“ In den folgenden Jahren gehörte er noch der Fusionband Safari an (selbstbetiteltes Album 1984) und arbeitete um 1990 mit dem Folkduo 古井戸 von Nakaido Reichi und Yoshitaro Kanazaki (Album 酔醒, CBS/Sony).